# Saint Thomas Mount
Saint Thomas Mount är en ort i Indien.   Den ligger i distriktet Kancheepuram och delstaten Tamil Nadu, i den södra delen av landet, 1 800 km söder om huvudstaden New Delhi. Saint Thomas Mount ligger 25 meter över havet och antalet invånare är 43 223.
Terrängen runt Saint Thomas Mount är mycket platt.  Närmaste större samhälle är Madras, 12,9 km nordost om Saint Thomas Mount. Runt Saint Thomas Mount är det i huvudsak tätbebyggt.